# Тохари
Тохарите са изчезнал индоевропейски народ, населявал Централна Азия. Говорили са на тохарски езици. Първоначално са обитавали полетата на Таримския басейн, където днес се намират Синдзян-уйгурски автономен регион, и провинциите Гансу, а вероятно и Цилян, в Китай. Земеделски общности за първи път се заселват в оазисите на северен Тарим около 2000 г. пр.н.е., като с тях са свързвани най-ранните таримски мумии, датиращи от около 1800 пр.н.е.
Откритите в Таримската падина мумии вероятно са част от голямата миграция на индоевропейците от Прикаспийските степи на изток – към Централна Азия. Някои учени ги свързват с Афанасиевската култура в Южен Сибир. В некрополите са открити и мумии с монголоидни характеристики или от смесен тип, които са датирани от периода след 5 в. пр.н.е., което говори за започнала тогава обратна миграция от Източна Азия. Генетични тестове на мумиите насочват за европеиден произход по бащина линия и за смесен по майчина. До 1 век пр.н.е., тези населени места са развити в градове-държави. Тези градове, най-големият от които е Куча, служили като спирки по пътя на коприната, който минавал покрай северния край на пустинята Такламакан. В тези региони по-късно се заселват и други индоевропейци като саки и юеджи. По-късно местното население приема будизма. От 9 век, хората от оазисите се смесили с новозаселените уйгури, като образували държавата Кочо и били асимилирани от тях.
Науката дели тохарите на истински и неистински. Истинските са били номади и са част от племенния съюз на юечжите, говорещи на североизточни ирански диалекти, сродни на тези на скитите. Те се преселват на юг и дават името на областта Тохаристан в северен Афганистан. Неистинските (псевдотохари) се заселват в Таримската котловина, но те говорят югоизточни диалекти, несвързани с езика на юеджите и не се самонаричат тохари, за разлика от истинските. Според проф. Дъглас Адамс тези хора са се самонаричали агни, означаващо хора от пограничната зона, хора от покрайнините. Тези хора са били наречени „тохари“ в края на 19-и и началото на 20 век от учените, които ги идентифицират погрешно като населението, описано в древногръцките ткстове като Τόχαροι, а в староиндийските източници като Tukhāra, обитаващо древна Бактрия. Въпреки че тази идентификация се смята днес за погрешна, името е станало нарицателно за неистинските тохари. Някои учени допускат, че юечжите и тохарите са били идентични, но това твърдение е спорно.